# Lixiviation
Lixiviation (du latin lixivium, « lessive ») désigne dans le domaine de la chimie, de la pharmacie ou des sciences du sol, toutes les techniques d'extraction de produits solubles par un solvant, et notamment par l'eau circulant dans le sol ou dans un substrat contenant des produits toxiques (décharge industrielle ou de déchets ménagers notamment).
En agriculture, on emploie souvent à tort les termes de lixiviation et lessivage dans le même sens. La lixiviation concerne uniquement les éléments solubles puisqu'ils sont entraînés verticalement par infiltration après avoir été dissous. Le lessivage concerne uniquement les particules solides non solubles. Ainsi, il y a lixiviation des nitrates et lessivage des argiles.

## Histoire
Ce mot désignait autrefois divers procédés d'extraction à partir de l'eau utilisée comme solvant dans un milieu poreux (ou à partir d'un autre dissolvant connu).
Ces procédés étaient associés ou suivis de diverses filtrations du lixiviat (« liqueur de percolation ») recueilli. Il pouvait par exemple s'agir d'un lavage (à chaud ou à froid) de cendres pour en extraire la part soluble, à base de sels dits alcalins, qui par dessiccation engendrait des alcalis. Ils pouvaient concerner des feuilles, des fleurs, des bois de végétaux, pour en extraire des principes actifs (alcaloïdes…) ou des parfums. Les techniques de lixiviation utilisaient souvent des couches épaisses du matériau à traiter, parfois haché ou réduit en poudres fines, qui permettaient une meilleure percolation et une filtration plus facile, ainsi que parfois une récupération du solvant ou du dissolvant, qui pouvait être recyclé.
Le salpêtre, constitué de nitrates solubles dans l'eau, était, nous dit Buffon, obtenu en lixiviant des raclures de la « craie des rochers », que l'on ratissait sept à huit fois par an.
Les opérations ultérieures à la lixiviation pouvaient être encore plus variées : distillation des essences, retrait du solvant par simple évaporation, précipitation, mise en creuset des solutions d'alcali...
Avant la fabrication généralisée du savon en cuve, l'alcali végétal (potasse impure) ou l'alcali minéral (soude) servait à préparer la lessive in situ avec de l'eau chaude.

## Dans le domaine industriel ou artisanal, agroalimentaire ou de l'alimentation
La lixiviation est couramment industriellement utilisée pour récupérer des produits en faisant passer lentement de l'eau à travers un solide en poudre.
Le lixiviat, liquide que produit l'opération, peut ensuite être traité pour en extraire les substances dissoutes.
Exemples : Le café filtre est obtenu par lixiviation. L'eau passe à travers la poudre de café moulu.

## En pédologie
En pédologie, la lixiviation est également le processus au cours duquel l'eau de ruissellement passe au travers des pores du sol (percolation) en entrainant par dissolution certains sels, ions ou substances solubles.
Elle est aussi utilisée dans l'industrie minière (voir hydrométallurgie).
Dans le domaine de l'altération des matériaux, la lixiviation est le phénomène de lessivage d'éléments solubles. Le verre est altéré par dissolution des sels alcalins et alcalino-terreux qui vont, une fois en contact avec les éléments atmosphériques (carbone, soufre, hydrogène) se recristalliser. La lixiviation entraîne une modification de composition du matériau originel. Pour le verre, la couche lixiviée correspond à la couche résiduelle riche en silice et appauvrie en cations modificateurs de réseau structurel de base (potassium, sodium, magnésium et calcium).

## Engestion environnementale
Le phénomène de lixiviation désigne le processus de percolation d'eau dans un sol pollué (ex. : friche industrielle, sol agricole pollué par des pesticides ou nitrates) ou au travers d'un site de stockage (ex. : décharge industrielle, municipale...) ou contenant des contaminants naturels.
En percolant, l'eau, surtout si elle est déminéralisée, chaude, acide ou acidifiée, se charge de matières toxiques et/ou écotoxiques comme des nitrates, pesticides, dioxines, furanes, métaux lourds et certains métalloïdes toxiques (arsenic par exemple), perturbateurs endocriniens, etc. Sauf en cas d'étanchéité totale d'un confinement, le lixiviat finit par aboutir dans la nappe phréatique, ou dans un cours d'eau ou une nappe superficielle (par ruissellement, capillarité, via un système karstique, etc.) ou en mer dans les cas des milieux côtiers. Les toxiques peuvent alors être concentrés et/ou biodisponibles pour les racines des arbres et autres plantes, les champignons, certains animaux qui peuvent les bio-accumuler, et contribuer à leur concentration dans la chaîne alimentaire.
Ce phénomène concerne tout déchet non-inerte, et toutes les anciennes décharges de déchets ménagers et/ou banal ou industriel ou radioactif et partout où des déchets n'ont pas été stockés dans un environnement totalement confiné ou naturellement imperméable ou avec un système efficace de récupération et traitement des lixiviats. Les couches de déchets forment un milieu poreux plus ou moins complexe et hétérogène selon le type de déchet. La décharge peut alors se comporter comme un bioréacteur. La présence d'humidité accélère la biodégradation, avec formation de méthane en condition anoxique.
La lixiviation permet de remédier à la salinité excessives des cultures.
Pour tenter de calculer à quelle vitesse et en quelles quantités le lixiviat sera produit, ce type de milieu semble pouvoir être grossièrement modélisé (sur la base de lois d'écoulement de type Richards et via un modèle à double porosité associé à des propriétés hydrauliques bimodales) et si l'on connaît les principaux paramètres du substrat de déchets (porosité, perméabilité, courbe de rétention, température, volume, pH, etc.).

De manière générale, les substrats acides sont beaucoup plus favorables à la lixiviation de toxiques présents dans le sol. L'absence d'oxygène peut renforcer la toxicité de certains composés (le mercure est par exemple alors méthylé en méthylmercure beaucoup plus toxique).
La phytolixiviation est une technique permettant d'extraire des métaux lourds par des substances chimiques complexantes puis de les phytofixer dans des casiers filtrants.

## Différents types de lixiviation

### La lixiviation in situ
C'est un procédé qui permet de dissoudre les métaux qui se trouvent dans un sédiment un minimum perméable. Grâce à une solution lixiviante appelé lixiviat, le métal peut être récolté.

### La lixiviation en tas ou en cuve
Le nom « lixiviation en tas » vient du fait qu'on amasse et tasse le minerai avant traitement (par exemple de l'uranium). Après le broyage, le minerai est placé en tas ou en colonne. Ensuite, il est lixivié avec une solution à base de thiosulfate (par exemple) et des souches bactériennes (appelé aussi bactérie sulfato réductrice).
La lixiviation n’est pas seulement une technique. En pédologie, elle est un phénomène naturel qui touche les sols les plus altérés… ou provoque cette altération.

#### Toxicologie
- écotoxicologie
- sol pollué
- bioturbation
- bioconcentration